# Fârliug
Fârliug (en hongrois : Furlug) est une commune roumaine située dans le județ de Caraș-Severin.